# Ellicott City
Ellicott City ist ein Census-designated place in Howard County, Maryland, USA. Das U.S. Census Bureau hat bei der Volkszählung 2020 eine Einwohnerzahl von 75.947 ermittelt. 
Der Ort wurde 1772 von Quäkern gegründet und ist Sitz der Gemeindeverwaltung von Howard County. 
Die erste kommerzielle Eisenbahnstrecke der USA wurde am 24. Mai 1830 zwischen Ellicott City und Baltimore eröffnet. Der Bahnhof Ellicott City Station ist der älteste erhaltene Bahnhof der USA.

## Söhne und Töchter der Stadt
- James Gamble (1826–1905), Telegrafist und Unternehmer